# Władysław Przanowski

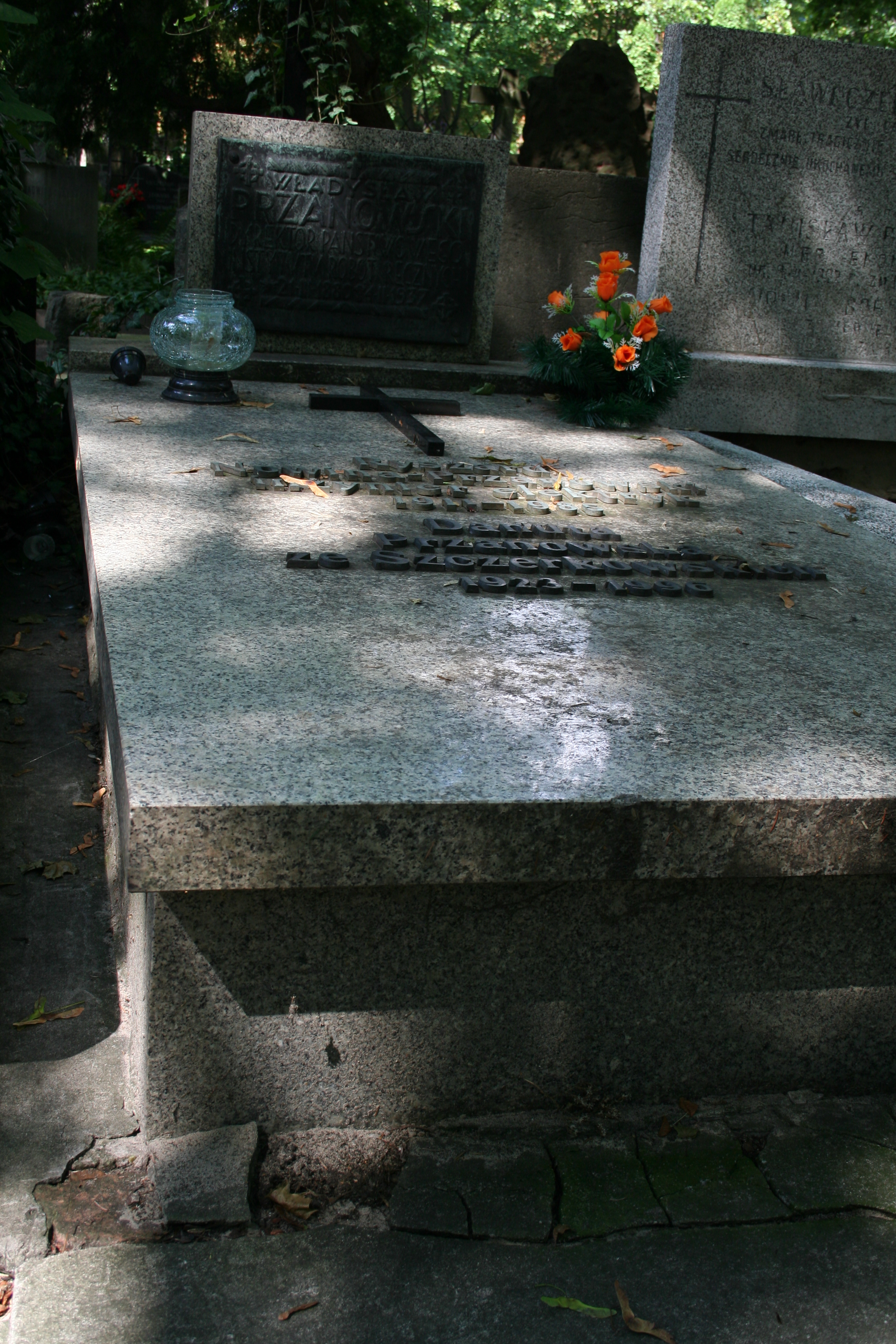
Grób Władysława Przanowskiego na warszawskim cmentarzu Powązkowskim

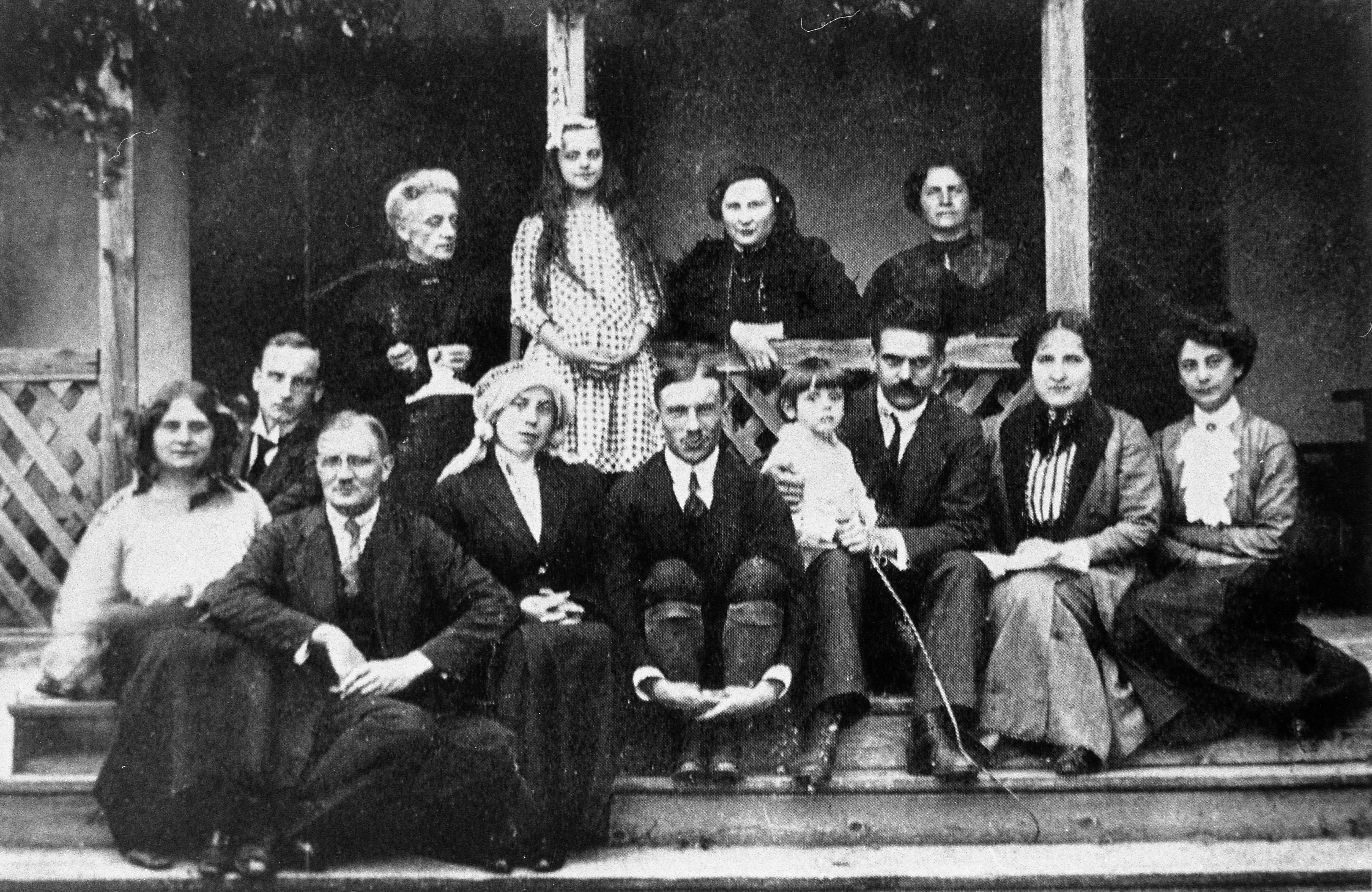
Władysław Przanowski w gronie rodzinnym (ok. roku 1913), siedzi trzeci z prawej z synkiem Jasiem na kolanach; obok - druga z prawej - żona Władysława: Teresa z Wojsznarów. Wśród pozostałych osób widocznych na zdjęciu m.in. rodzeństwo Władysława: Kazimierz Przanowski, Wanda z Przanowskich Wągrowska, Maria z Przanowskich Grotowska. Zdjęcie z kwartalnika Praca Ręczna w Szkole R. 11: 1937 nr 1–3.

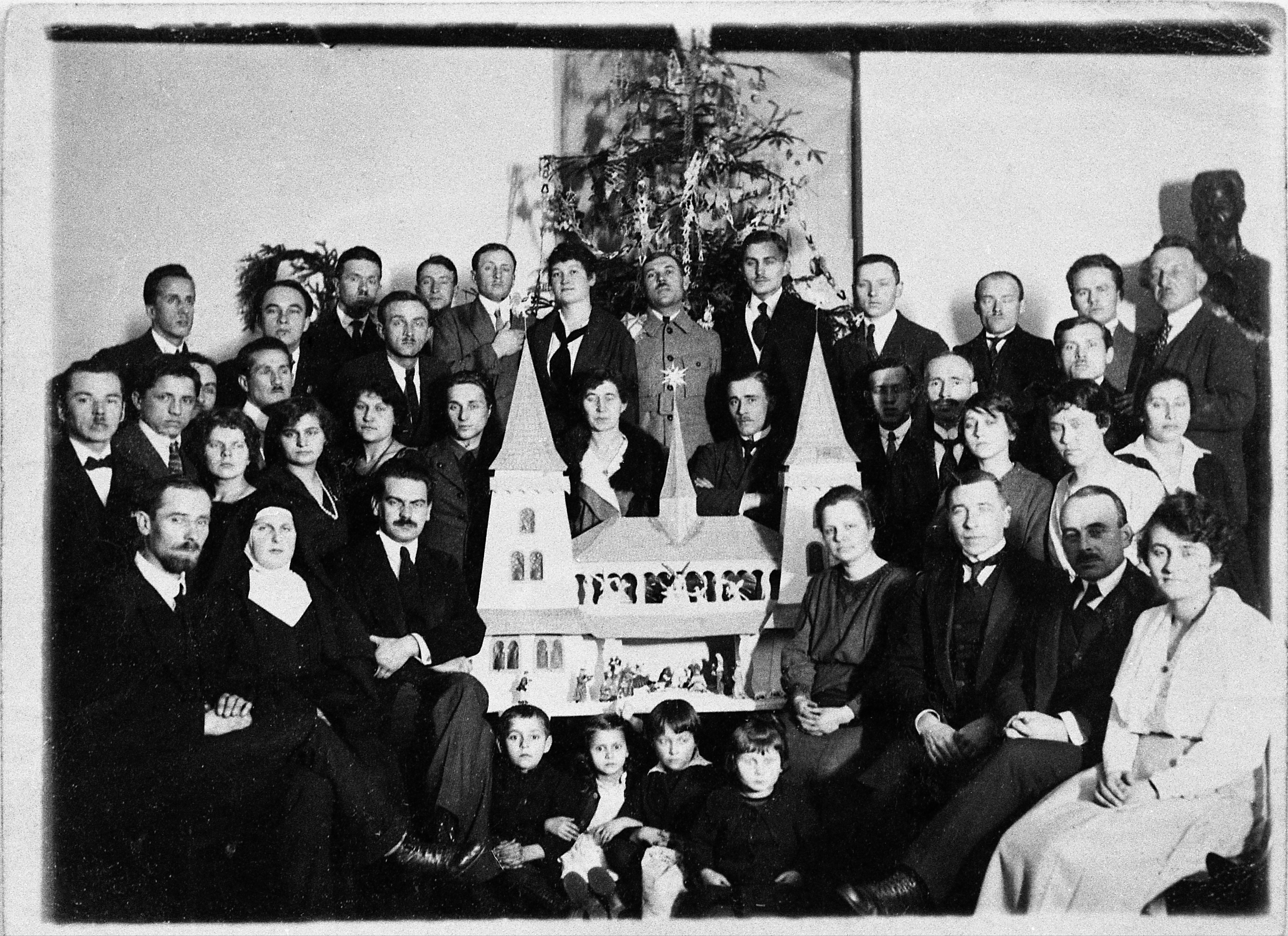
Słuchacze i nauczyciele WKN-u (Wyższy Kurs Nauczycielski).

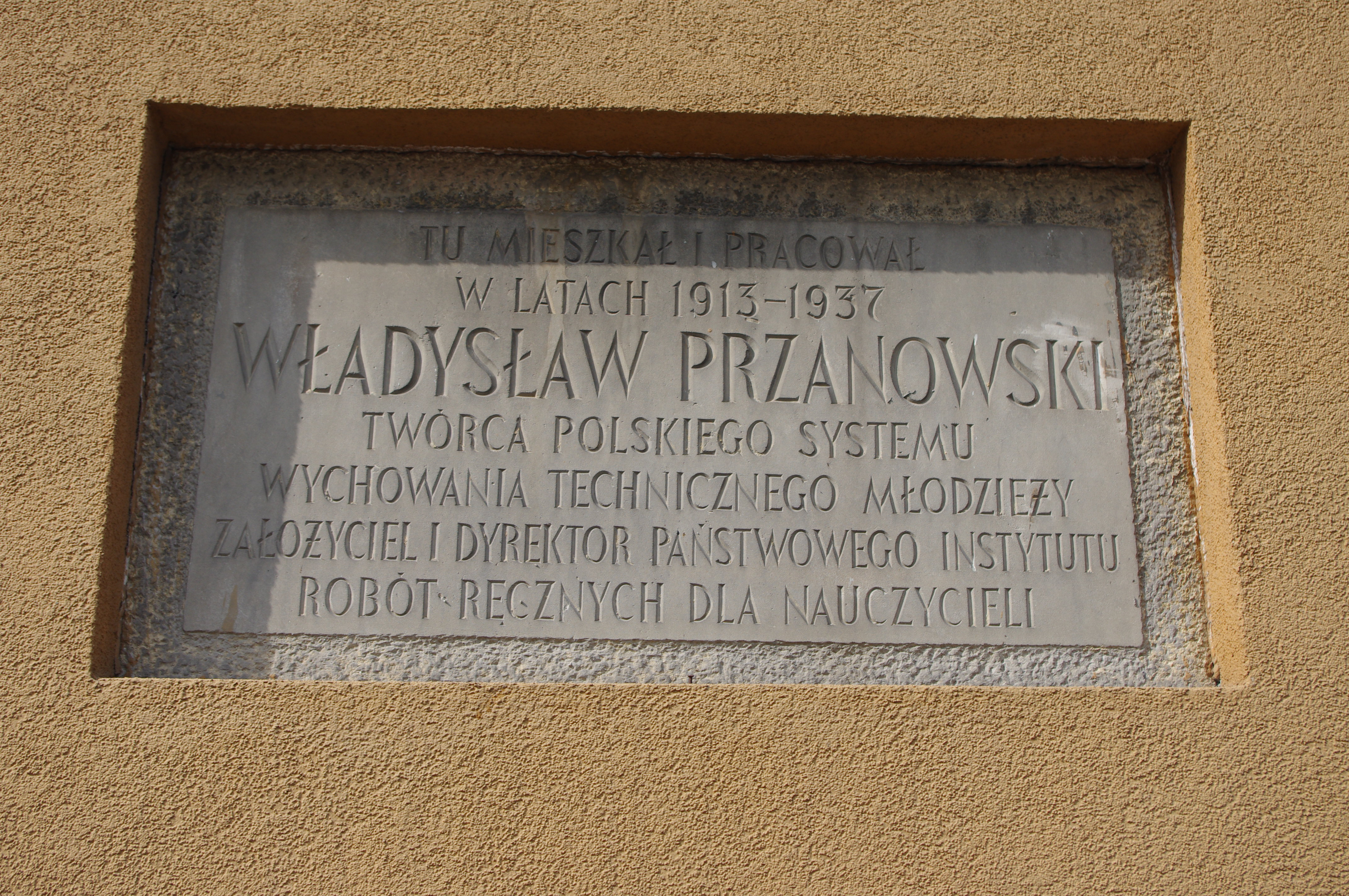
Tablica upamiętniająca Władysława Przanowskiego na ul. Górczewskiej 8 w Warszawie

Władysław Przanowski (ur. 21 marca 1880 w Słupcy, zm. 4 lutego 1937 w Warszawie) – polski inżynier, pedagog, twórca systemu nauczania prac ręcznych w polskich szkołach i zakładach kształcenia nauczycieli; założyciel i dyrektor Państwowego Instytutu Robót Ręcznych w Warszawie.

## Życiorys
Syn Edwarda Przanowskiego (1845–1929), żołnierza Powstania Styczniowego - inżyniera powiatowego w Słupcy i Łęczycy i Józefy z Lewickich; brat Stefana Przanowskiego (1874–1938) - inżyniera-mechanika, przemysłowca, ministra aprowizacji oraz przemysłu i handlu; brat Jana Przanowskiego (1873–1941) - adwokata, posła na Sejm RP w latach 1930–1935.
Absolwent Wyższej Szkoły Rzemieślniczej w Łodzi oraz Politechniki Lwowskiej, z tytułem inżyniera-mechanika.
W czasie I wojny był członkiem Wydziału Oświecenia Komitetu Obywatelskiego Miasta stołecznego Warszawy i wraz z Kacprem Tosio organizował szkoły powszechne na terenie Warszawy. W 1916 wybrany został członkiem Zarządu Głównego Polskiej Macierzy Szkolnej. w 1917 przez kilka miesięcy był kierownikiem Wydziału Programowego w Departamencie Wyznań Religijnych i Oświecenia Publicznego Tymczasowej Rady Stanu.
W latach 1906–1913 był nauczycielem w szkole żeńskiej Anieli Wereckiej w Warszawie oraz Szkole Handlowej Zgromadzenia Kupców w Warszawie, a w latach 1913–1930 kierował szkołą rzemieślniczą im. Karola Szlenkiera. Uczył w niej matematyki i rysunku technicznego oraz zorganizował samorząd uczniowski. W 1915 założył Roczne Kursy Robót Ręcznych, przekształcone w 1923 w Państwowy Instytut Robót Ręcznych; w latach 1923–1937 był dyrektorem Instytutu i wykładowcą metodyki prac ręcznych. Był autorem programów nauczania slojdu, a następnie prac ręcznych w szkołach i seminariach nauczycielskich oraz licznych artykułów propagujących ideę prac ręcznych. Z jego inicjatywy i pod jego redakcją ukazały się podręczniki i poradniki metodyczne nauczania prac ręcznych Ignacego Hubera, Walentego Czyżyckiego, Feliksa Wojnarowicza.
W latach 1927–1937 redagował kwartalnik metodyczny Praca Ręczna w Szkole, był inicjatorem powstania, wiceprezesem i autorem statutu Towarzystwa Miłośników Robót Ręcznych oraz organizatorem ogólnopolskich zjazdów nauczycieli robót ręcznych.
Na łamach prasy fachowej zamieścił kilkadziesiąt artykułów poświęconych nauczaniu prac ręcznych w szkole, głównie w „Pracy Ręcznej w Szkole”, ale także w „Bibliografii Pedagogicznej”, „Przeglądzie Pedagogicznym”, „Roczniku Pedagogicznym”, „Szkole Powszechnej”, „Rysunku i Zajęciach Praktycznych”, „Wychowaniu Fizycznym”. Ponadto w Encyklopedii wychowania (Warszawa 1936) opracował hasło Dydaktyka pracy ręcznej.
Swoje doświadczenia w organizowaniu i prowadzeniu jednego z pierwszych w Polsce samorządu uczniowskiego opisał w artykule pt. Samorząd w szkole („Przegląd Pedagogiczny” 1918 nr 5/6; przedruk w książce: Samorząd uczniowski w Polsce w latach 1918–1939. Część 1: Z doświadczeń nauczycieli; praca zbiorowa pod red. Heleny Kasperowiczowej. Warszawa: „Nasza Księgarnia”, 1960).
W 1929 zorganizował ekspozycję działu oświatowego MWRiOP na Powszechnej Wystawie Krajowej w Poznaniu.
W małżeństwie od 1906 z Teresą z Wojsznarów miał jedynego syna - Jana Przanowskiego (1909–1980), absolwenta Wydziału Prawno-Ekonomicznego Uniwersytetu Poznańskiego, wieloletniego pracownika Polskiego Radia, w czasie II wojny światowej rotmistrza 24. Pułku Ułanów w I Dywizji Pancernej gen. Stanisława Maczka (uczestnika walk w Polsce w 1939 oraz we Francji, Belgii, Holandii i Niemiec w 1944–1945).
Zmarł 4 lutego 1937. Został pochowany na cmentarzu Powązkowskim w Warszawie (kwatera 194–5–27); grób ozdabia tablica metalowa wykonana przez słuchaczy Państwowego Instytutu Robót Ręcznych.

## Ordery i odznaczenia
- Krzyż Komandorski Orderu Odrodzenia Polski (pośmiertnie, 11 lutego 1937)[7]
- Krzyż Oficerski Orderu Odrodzenia Polski (2 maja 1923)[8][9]

## Upamiętnienie
W Warszawie na Woli nazwano ulicę imieniem Władysława Przanowskiego; na ścianie budynku Państwowego Instytutu Robót Ręcznych przy Górczewskiej 8 znajduje się tablica upamiętniająca Władysława Przanowskiego.